# Le Retour de la femme-araignée
Pour plus de détails, voir Fiche technique et Distribution.
Le Retour de la femme-araignée (The Spider Woman Strikes Back) est un film américain réalisé par Arthur Lubin, sorti en 1946.

## Synopsis
Une jeune femme arrive dans une petite ville rurale pour travailler comme secrétaire d'une riche femme atteinte de cécité. La ville connait alors une vague de mystères en raison de la mort inexpliquée du bétail des éleveurs locaux. La jeune femme découvre avec effroi que son employeuse, aidée de sa difforme domestique, a utilisé le sang de ses prédécesseurs pour créer un sérum de mort à partir de venin d’araignée. Alors que droguée, elle est plongée dans un sommeil profond, son propre sang est maintenant récolté la nuit.

## Fiche technique
- Titre français : Le Retour de la femme-araignée[1]
- Titre original : The Spider Woman Strikes Back
- Réalisation : Arthur Lubin
- Scénario : Eric Taylor
- Photographie : Paul Ivano
- Pays de production : États-Unis
- Format : Noir et blanc - 1,37:1 - Mono
- Genre : horreur
- Date de sortie : 1946

## Distribution
- Gale Sondergaard : Zenobia Dollard
- Brenda Joyce : Jean Kingsley
- Kirby Grant : Hal Wentley
- Milburn Stone : Mr. Moore
- Hobart Cavanaugh : Bill Stapleton